# Alen Šket
Alen Šket (ur. 28 marca 1988 w Slovenj Gradcu) – słoweński siatkarz, reprezentant kraju, występujący na pozycji atakującego lub przyjmującego. 

## Sukcesy klubowe
Liga słoweńska:
- 2009, 2010, 2011, 2012, 2013, 2021, 2022[2], 2023[3], 2024[4],  2025[5]

Puchar Słowenii:
- 2009, 2010, 2011, 2012, 2013, 2022[6], 2023[7], 2025[8]

MEVZA - Liga Środkowoeuropejska:
- 2010, 2011, 2013, 2022[9], 2023[10], 2025[11]
- 2009, 2012, 2021

Puchar Turcji:
- 2017

Liga turecka:
- 2017

Superpuchar Turcji:
- 2017, 2018

## Sukcesy reprezentacyjne
Igrzyska Śródziemnomorskie:
- 2009

Liga Europejska:
- 2011

Mistrzostwa Europy:
- 2015, 2019, 2021

## Nagrody indywidualne
- 2010: MVP Pucharu Słowenii